# Kawaan Baker
Kawaan LaAndrae Baker (East Point, 24 agosto 1998) è un giocatore di football americano statunitense che milita nel ruolo di wide receiver per i Green Bay Packers della National Football League (NFL).

## Carriera

### New Orleans Saints
Baker giocò college football alla South Alabama University. Fu scelto dai New Orleans Saints nel corso del settimo giro (255º assoluto) del Draft NFL 2021. L'8 giugno 2021 firmò il suo contratto quadriennale da rookie.
Baker non rientrò nel roster attivo iniziale dei Saints per la stagione 2021 e il 31 agosto 2021 fu svincolato per poi essere aggregato alla squadra di allenamento il giorno successivo. Nella sua stagione di esordio disputò 2 partite, nessuna delle quali come titolare.
L'11 gennaio 2022 Baker firmò da riserva/contratto futuro con i Saints. Il 2 agosto 2022 Baker fu sospeso dalla lega per le prime sei gare della stagione 2022 per aver infranto le regole sull'uso di sostanze dopanti. Il 17 ottobre 2022, al termine della sospensione, Baker fu svincolato.

### Green Bay Packers
Il 19 ottobre 2022 Baker firmò per la squadra di allenamento Green Bay Packers. Fu svincolato l'8 novembre successivo.

### Philadelphia Eagles
Il 30 novembre 2022 Baker firmò per la squadra di allenamento Philadelphia Eagles. Fu svincolato il 6 dicembre successivo.

### New Orleans Saints (2º periodo)
Il 27 dicembre 2022 Baker rifirmò per la squadra di allenamento dei Saints. Il 26 gennaio 2023 firmò da riserva/contratto futuro. Baker fu svincolato il 29 agosto 2023.

### New England Patriots
Il 6 febbraio 2024 Baker firmò da riserva/contratto futuro con i New England Patriots. Fu svincolato il 26 agosto successivo.

### San Antonio Brahmas
L'8 marzo 2025 Baker firmò con i  San Antonio Brahmas della United Football League (UFL).

### Las Vegas Raiders
Il 3 agosto 2025 Baker firmò con i Las Vegas Raiders. Fu svincolato l'11 agosto.

### Green Bay Packers (2º periodo)
Il 13 agosto 2025 Baker firmò con i Packers.